# 諸田幸一
諸田 幸一（もろた こういち、1903年4月15日 - 1986年7月30日 ）は、日本の経営者。群馬銀行頭取を務めた。

## 来歴・人物
群馬県出身。1923年に刀川実業補習学校を卒業し、1929年に上毛銀行(のちの群馬銀行)に入行した。1953年10月に取締役に就任し、1959年に常務、1968年10月に専務を経て、1970年11月に副頭取に就任し、1971年5月には頭取に昇格した。1977年に会長、1981年5月に取締役相談役を経て、1984年5月には相談役に就任。群馬テレビ社長、全国地方銀行協会会長なども歴任。1978年4月には勲二等瑞宝章を受章。
1986年7月30日、急性心不全のために死去。83歳没。